# カナダガン

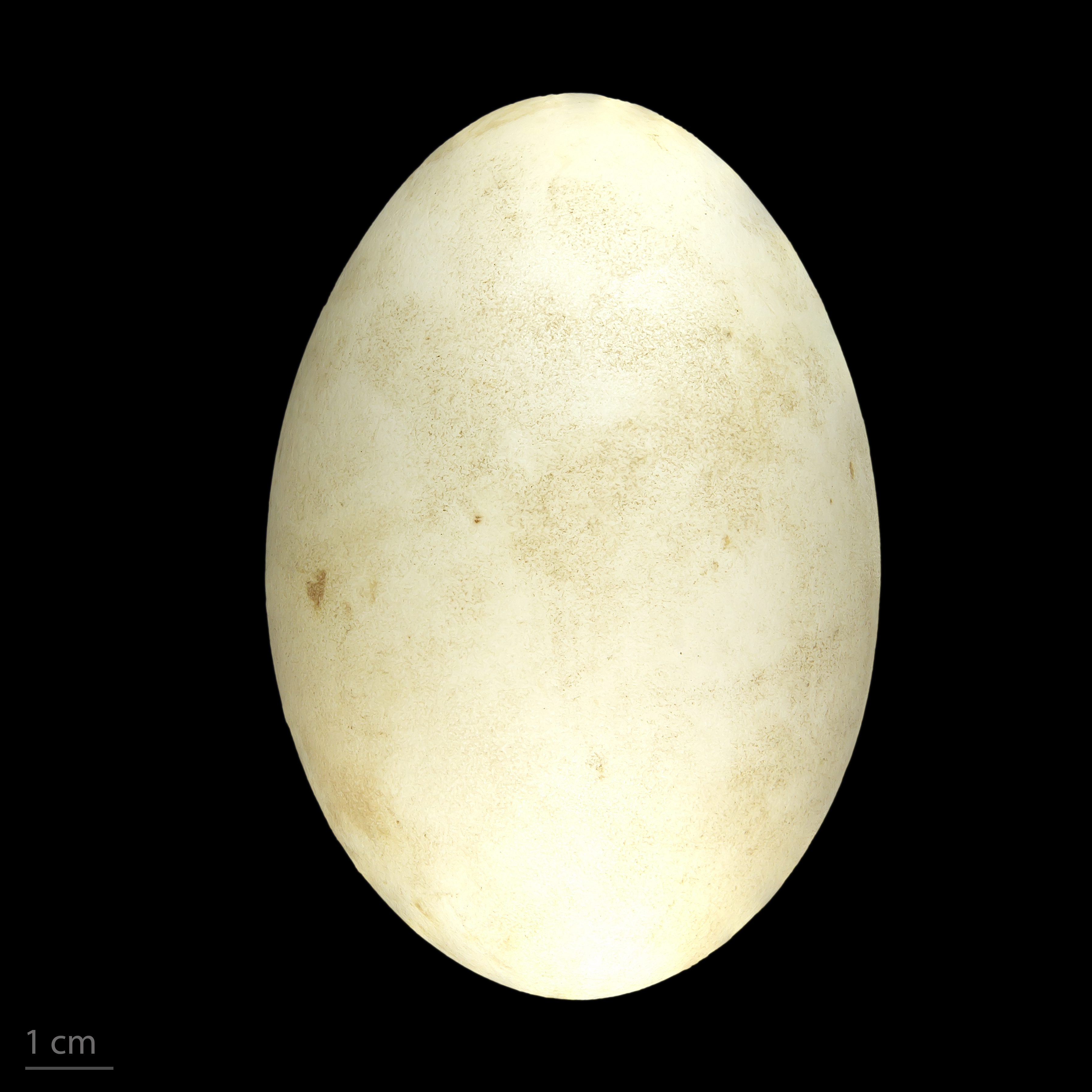
Branta canadensis

カナダガン （加奈陀雁、学名:Branta canadensis）は、顔に白いラインが入り、頭と首が黒く体が茶色の羽で覆われた雁（ガン）。カナダガモともいう。北アメリカのカナダとアメリカ合衆国の寒冷地域および温暖地域に生息し、ヨーロッパ北部に渡ることもある。これまでイギリス、ニュージーランド、アルゼンチン、チリ、フォークランド諸島でも生息が確認されている。多くのガン、ガチョウと同様、カナダガンは草食の渡り鳥であり、淡水近辺を好む傾向がある。
食糧に困らず自生の外敵の少ない都心や開発地域などでも繁殖コロニーを形成しており、公園で生息する鳥として知られている。ただし作物を食い荒らし、騒音、排泄、縄張り意識の問題などで害鳥と考えられることもある。また北米では水辺の狩猟の獲物となることが多い。

## 分類および語源
18世紀の生物学者であるカール・フォン・リンネによる『自然の体系』にカナダガンの記述がある。コクガン属の黒っぽい羽根で覆われたカナダガン種で、灰色のマガン属と区別している。種の「canadensis 」という言葉は「カナダから」を意味する近代ラテン語である。オクスフォード英語辞典によると、1772年には「Canada goose 」という言葉が使用されていた。学術的のみならず口語的にも「Canada goose 」と呼ばれている。
従来、シジュウカラガンも亜種とされていたが、現在は別種となった。 2004 年、アメリカ鳥学会は、カナダガンを二つの種に分類した。すなわち大型の亜種を本種カナダガン Canada Goose（学名:Branta Canadensis）に、亜種シジュウカラガンや亜種ヒメシジュウカラガンを含む小型亜種を Cackling Goose（学名:Branta hutchinsii）としてそれぞれ別種に分類した。2005年6月、イギリス鳥学会でもこれを採用した。日本でも日本鳥学会が2012年の日本鳥類目録改訂第７版でこれを採用した。
アメリカ鳥学会はカナダガンとシジュウカラガンを多くの亜種に分類している。カナダガンの亜種を以下に示す:
- カナダガン 　Branta canadensis canadensis　Atlantic Canada Goose
- ナイチカナダガン 　Branta canadensis interior　Todd's Canada Goose
- オニカナダガン 　Branta canadensis maxima　Giant Canada Goose
- オオカナダガン 　Branta canadensis moffitti　Moffitt's Canada Goose
- オオクロカナダガン 　Branta canadensis fulva　Vancouver Canada Goose
- クロカナダガン 　Branta canadensis occidentalis　Dusky Canada Goose
- チュウカナダガン 　Branta canadensis parvipes　Lesser Canada Goose

カナダガンとシジュウカラガンの違いは混同しやすく鳥類学者の間で議論を引き起こすことがある。特に小さめのカナダガン、大きめのシジュウカラガンは一層議論の的となる。チュウカナダガンはBranta canadensis taverneriと、Branta canadensis minima、Branta canadensis occidentalis、Branta canadensis parvipesとの雑種と考えられていた。またカオジロガンはシジュウカラガン系の派生として区別され、一方ハワイガンはカナダガンの派生とされている。

## 形態

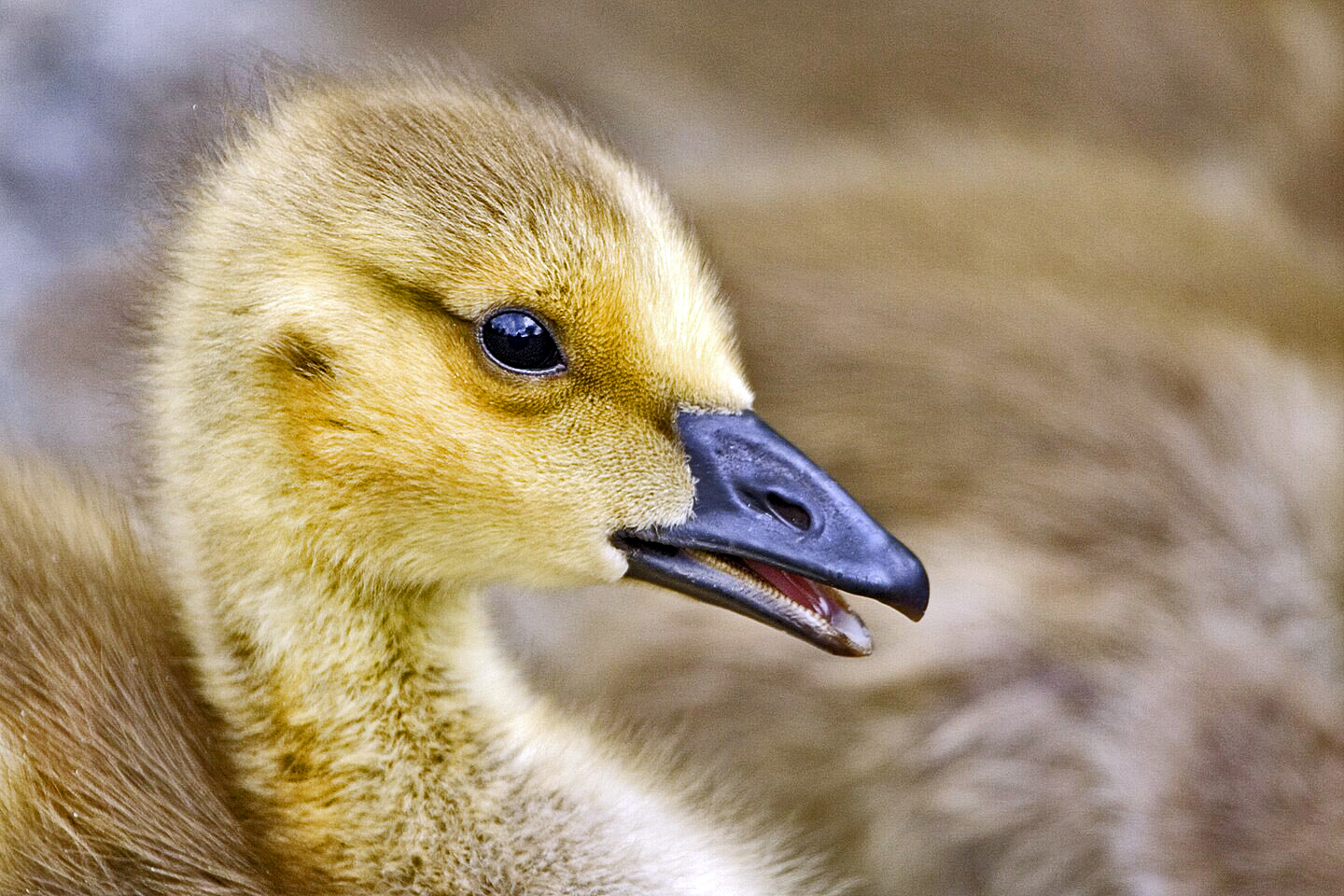
黄色い羽毛の雛鳥

シジュウカラガンやカオジロガンと似て、顎が白い羽毛で覆われ頭と首は黒く、他のガン、ガチョウと差異がある(ただしカオジロガンは胸部が黒く、胴は茶色というより灰色である)。
上記の亜種7種はサイズや羽毛の種類が幅広い。この全てがカナダガンの亜種とされているが、小さい種はシジュウカラガンと見分けることが難しい。しかしリチャードソンが命名したBranta h. hutchinsiiを除くシジュウカラガンの多くの亜種が小さいと考えられている。最小のシジュウカラガンはBranta h. minimaだがマガモほど大きくない。小さいカナダガンと大きいシジュウカラガンを比較するとシジュウカラガンは首が短く、くちばしが小さく、便利である場合がある。マガンやコクガンなどの真正ガンの中でもカナダガンは平均的に最大の種であるが、属が遠いガン、ガチョウと名のついた他の種はツメバガンやロウバシガンのように平均的に重い。
カナダガンの体長は75 - 110 cm (30 - 43 in)で翼幅は127–185 cm (50–73 in)である。標準的なサイズでは、翼弦は39 - 55 cm (15 - 22 in)、足は6.9 - 10.6 cm (2.7 - 4.2 in)、くちばしは4.1 - 6.8 cm (1.6 - 2.7 in)である。最大の亜種はオニカナダガンで、シジュウカラガン以外の最小の亜種はチュウカナダガンである。これまで発見されたオニカナダガン最大のものはオスで翼幅2.24 m (7.3 ft)となり、8 kg (18 lb)を越えて10.9 kg (24 lb)であった。これは他の種と比較してもガン、ガチョウで最大のものとなった。
通常オスは2.6–6.5 kg (5.7–14.3 lb)約6.5kgで、全ての亜種を平均すると3.9 kg (8.6 lb)である。メスは見た目ほとんどオスと変わらないがやや軽量の2.4–5.5 kg (5.3–12.1 lb)約5.5kgで全ての亜種を平均すると3.6 kg (7.9 lb)でオスより約10%小さい。オスとメスでは鳴き声が違い、オスの方が響く。

## 分布および生息地

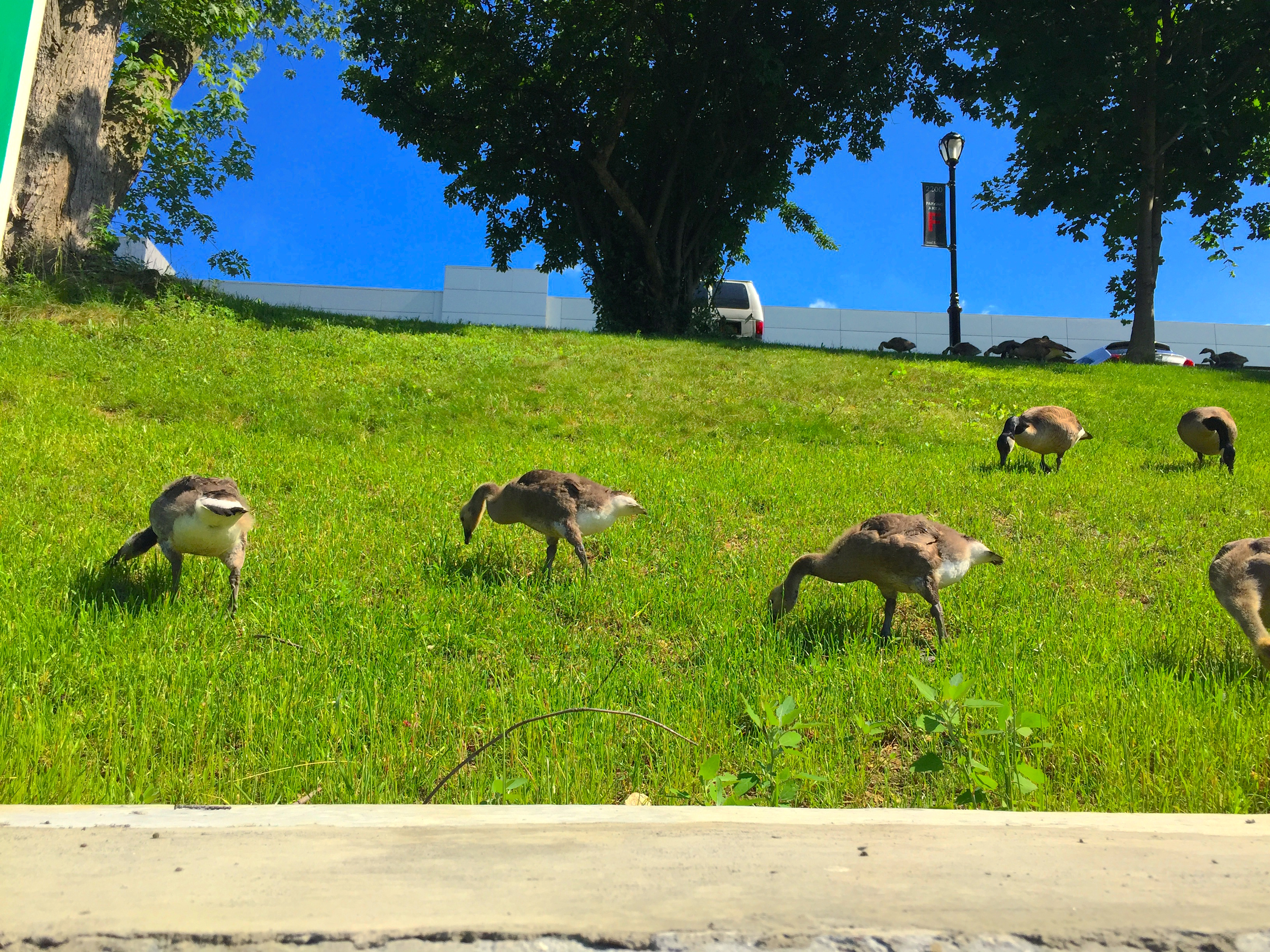
ニューヨーク州イースト・ヒルズの芝生

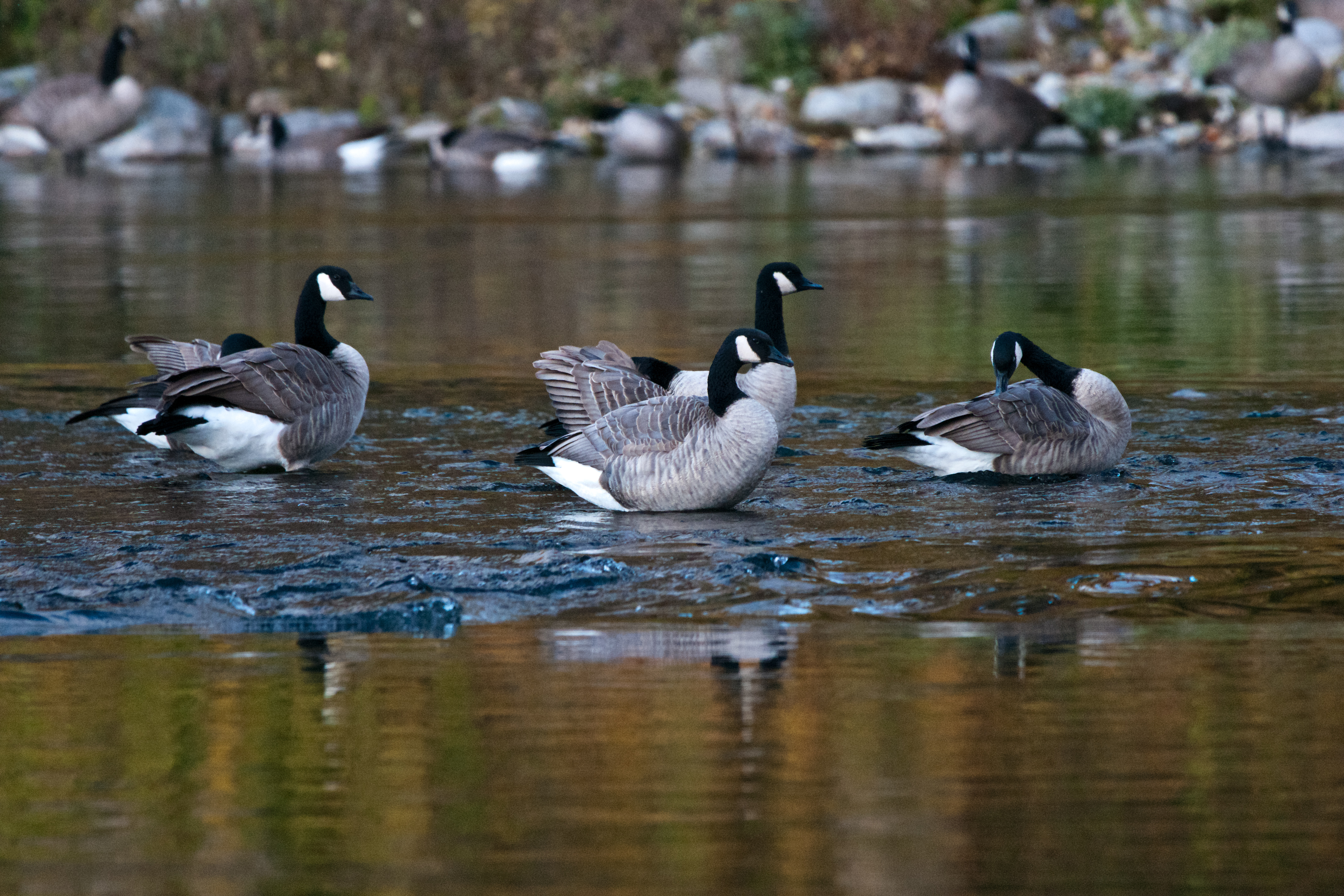
ワシントン州スポケーン川

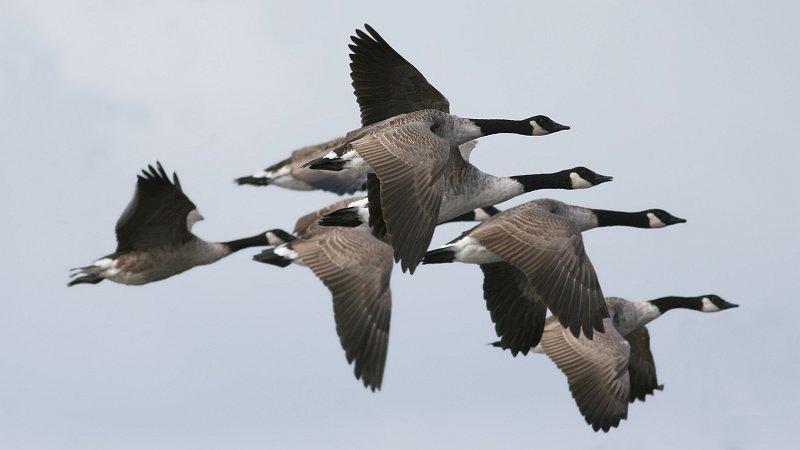
飛ぶ群れ

巣は、殆どの場合水の近くにある。北米では現在ではありふれた鳥である。民家近くの水辺でも、群れで草を食べているのをよく見かける。
北米に自生し、カナダやアメリカ合衆国北部で繁殖し、あちこちに生息しているが五大湖地域にとても多く生息している。東海岸や西海岸のほぼ全域を含み繁殖地域の南部に年間を通して生息する。冬季、北部からカリフォルニア州およびアメリカ合衆国南部のサウスカロライナ州とメキシコ北部の間に渡る渡り鳥として現れることが多い。
20世紀初頭まで、過度な狩猟や19世紀後期および20世紀初頭の生息地の減少により自生数が激減した。1950年代に亜種のオニカナダガンは絶滅したとされたが、1962年、イリノイ自然歴史研究会のハロルド・ハンソンによりミネソタ州ロチェスターで少数の群れが越冬しているのを発見された。1964年、ノースダコタ州ジェイムズタウン近郊に野生生物研究センターが設立された。初代所長のハーヴェイ・K・ネルソンはフォレスト・リーにミネソタ・オフィスを離れ、センターの繁殖および復元プログラムに携わるよう説得した。フォレストはすぐにつがい64組をそれぞれの柵に入れて調査した。このプロジェクトは民間、州、連邦政府からの資金で運営され、多くのグループが提携しながら専門家が行なっていた。1981年終盤までに6,000以上のオニカナダガンがノースダコタ州の26郡83ヶ所で自然に返された。狩猟法改正、生息地の整備、保護プログラムにより、その生息地の多くで個体数が復元されたが、自生の種、特に亜種のクロカナダガンはまだ減少傾向にある。
近年、地域によってカナダガンの個体数は増え、排泄物やそれに含まれるバクテリア、騒音、攻撃性から害鳥と考えられることが増えてきている。自然界での捕食が減ったことで安全性が高まり、ゴルフ場、公園、海浜などの都市計画により、餌の豊富な人口の水辺が増加していることが一因とされる。様々な亜種の渡り鳥と、渡り鳥でない大き目の種の交配により、カナダガンはこのような都市環境に年中生息していることが多くなってきている。
通常の渡り鳥と違い、カナダガンはカナダのブリティッシュコロンビア州エスキモルト、ワシントンD.C.のチェサピーク湾、バージニア州のジェームズ川、ノースカロライナ州のリサーチ・トライアングルやヒルズボロ近郊などに大きな群れで永住する。南はフロリダ州まで永住域が広がることもあり、アパートの貯水池などに生息する。またカリフォルニア州北部のサンフランシスコ・ベイエリアのほぼ全域でも多くみられる。2015年、オハイオ州のカナダガンの個体数は約13万と伝えられ、増加傾向にある。元々渡り鳥であったガンの多くは夏の間も生息地に留まっていると報じられている。都市部では外敵が少なく、水およびよく手入れされた芝生が豊富であることが一因とされる。南北戦争後、オハイオ州でカナダガンは駆除されたが、1956年、つがい10組が再導入され、1979年には18,000に増えた。カナダガン保護の観点から、狩猟期間は9月1日から15日まで、1日5羽までと定められている。

### 北米以外

#### ユーラシア

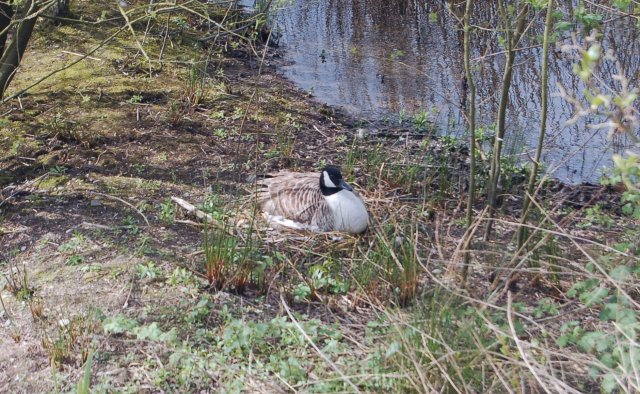
ウェールズの巣

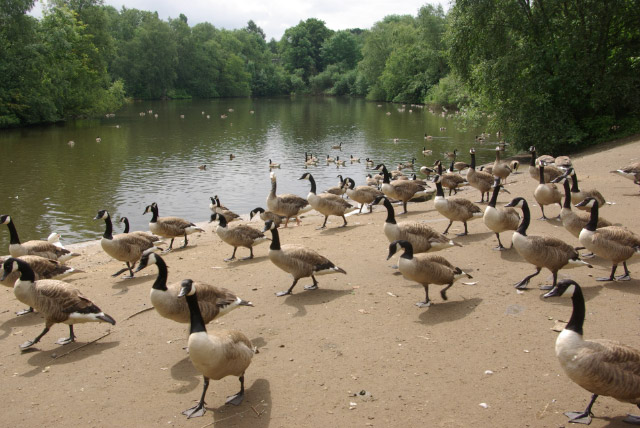
マンチェスターの公園でエサをねだる

鳥類標識調査によるとカナダガンの生息地は北ヨーロッパにも広がっている。これらにはチュウカナダガンなどの亜種も含まれる。またシベリア西部のカムチャッカ半島や中国西部などでもみられる。
ヨーロッパにも生息し、グレートブリテン島、アイルランド、オランダ、ベルギー、フランス、ドイツ、スカンディナヴィア、フィンランドでもみられる。ヨーロッパのガンの多くは渡り鳥ではないが、スウェーデンやフィンランドの北部のガンは北海やバルト海に渡る。野鳥は公園でよくみられ、地域によっては害鳥となる。17世紀初頭、探検家のサミュエル・ド・シャンプランはルイ13世へのプレゼントとしてつがいを何組か贈った。17世紀後期、ジェームズ2世のセント・ジェームズ・パークでの水鳥コレクションとして、イギリスに初めてガンが導入された。20世紀、ドイツとスカンディナヴィア、1929年にスウェーデンに導入された。イギリスではハンターにより広められたが、20世紀まであまり知られなかった。1953年には2,200から4,000まで増え、農作業の変化や都市開発により新たな生息地ができて1999年には82,000まで増えた。ヨーロッパの鳥の多くはオニカナダガンなどカナダガンの亜種からきている。

#### ニュージーランド
1905年、狩猟のためにニュージーランドに導入された。しかし芝生を荒らし、作物に損害を与えるため地域によって問題となった。野生生物保護法で守られ、狩猟法で個体数を管理され、数が多過ぎれば間引かれる。2011年、保護法が撤廃され、誰でも捕獲できるようになった。

#### 日本
日本ではオオカナダガン（Branta canadensis moffiti）と見られる亜種が外来生物法で外来生物に指定された。。
さらに、2014年5月に大型鳥類では初めて特定外来生物として指定され、飼育と輸入が原則禁止された。
その背景は、2010年のピーク時には関東地方を中心に約100羽が定着していたとされ、ガチョウとの交雑や農作物への食害が確認された。絶滅が危ぶまれるシジュウカラガンとの交雑も懸念された。
2015年12月、環境省は官民の防除の結果、国内ではゼロになったとみられるとした。特定外来生物の根絶成功は、外来生物法施行後初めてとされる。新たな定着を予防するため、今後も指定は継続される。

## 行動

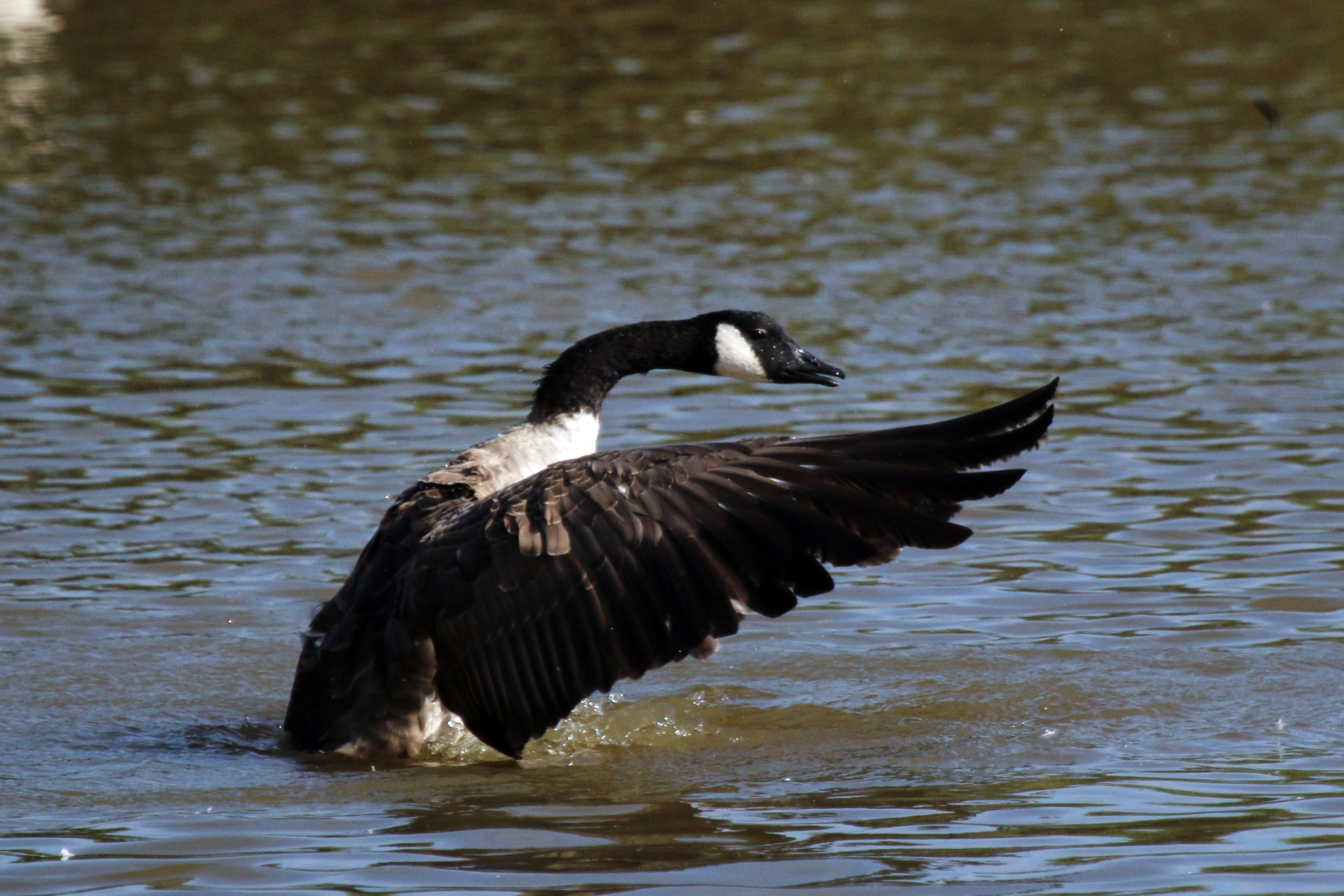
オックスフォードシャーにて毛づくろい

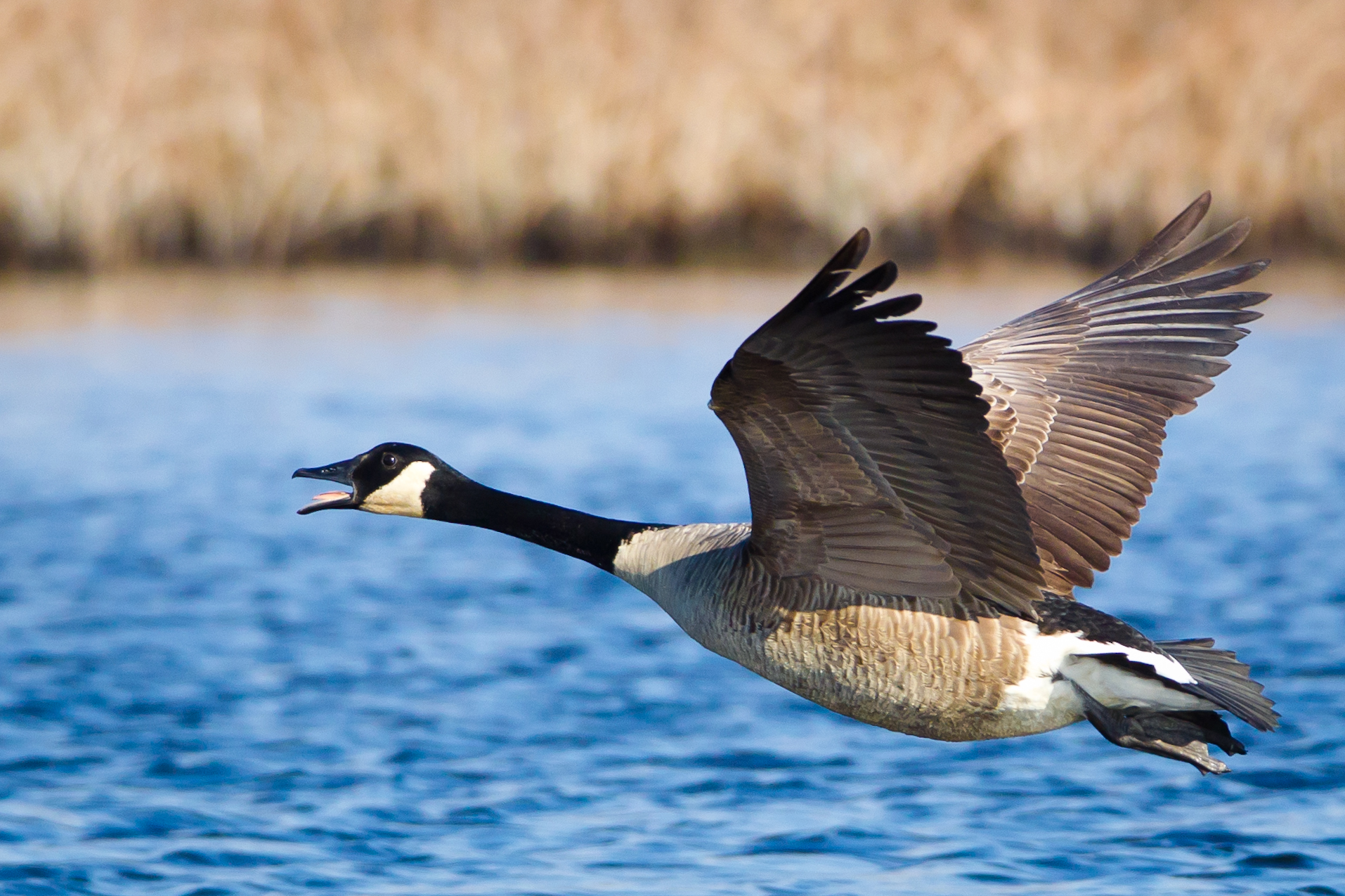
ニュージャージー州にて飛行

多くのガンと同様、アメリカ合衆国の越冬地域のカナダガンのほとんどが渡り鳥である。V字型飛行で渡るカナダガンの大きな群れから聞こえる鳴き声は春または秋の訪れを告げる。生息地や食料調達地の変化により飛行ルートが変わることもある。カリフォルニア州から五大湖では、温和な気候により冬季でも充分に食糧が調達でき、自然の外敵の減少により渡らなくなってきている。
繁殖地域や巣の辺りでオスは敵対行動を示す。この行動は同種間で死に至ることはめったにない。ただし一例としてコクガンが縄張りに侵入し、巣を保護するため反撃して1時間の争いの末コクガンが亡くなったことがある。死因はカナダガンがコクガンの頭をつついて泥に突っ込んだための窒息または泥での溺死であった。研究者はホルモン・レベルの上昇やコクガンがなんらかの理由で逃げることができなかったためと推測した。

### 食料
カナダガンは基本的に草食動物だが、小さい昆虫や魚類を食べることもある。カナダガンの食糧には緑の葉や穀物などが含まれ、地上にいる時は様々な草本を食べる。くちばしで草の葉を掴み、頭を引いて引きちぎる。また豆、小麦などの穀物、米、とうもろこしも食べることがある。水辺では底にあるシルトや海藻などの水生植物も食べる.。都市部ではゴミ箱から食べ物を拾うことで知られる。

### 繁殖

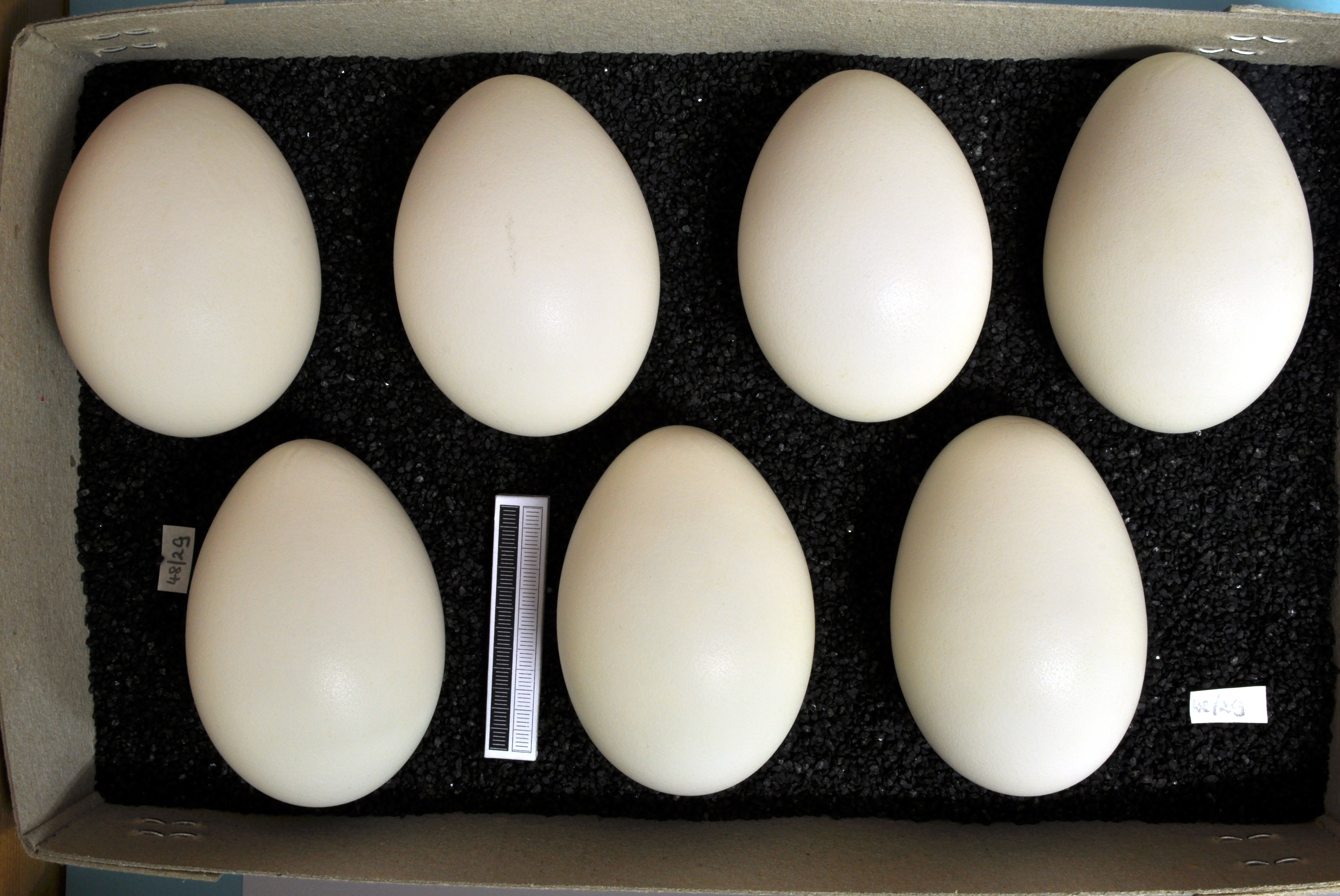
ドイツのヴィースバーデン博物館の卵コレクション

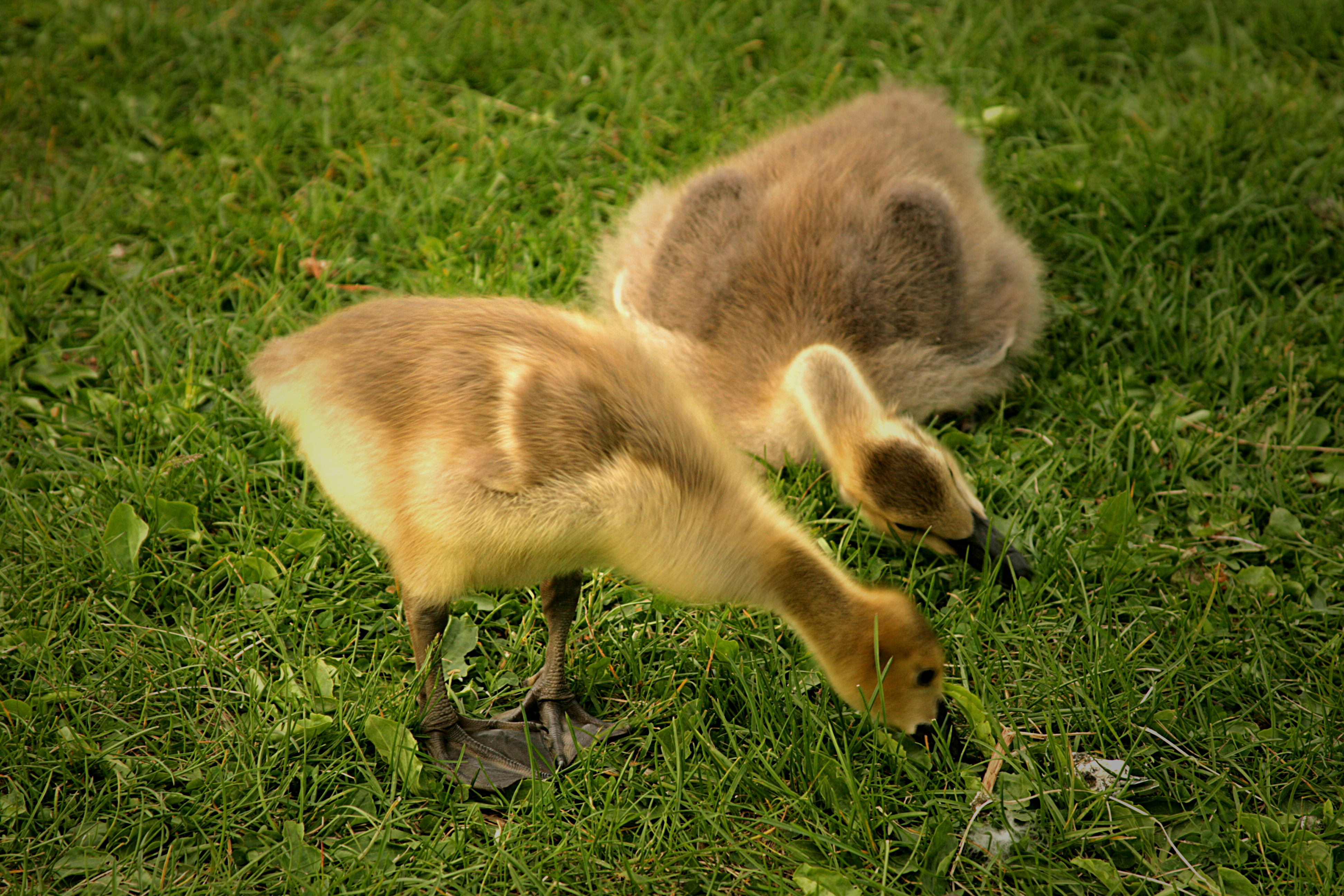
雛

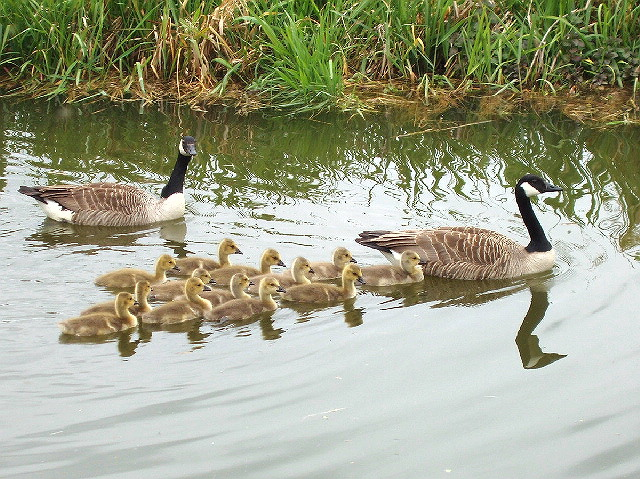
イギリスの運河でフォーメーションを作る親子

2歳で伴侶を見つける。一夫一婦制でほとんどの夫婦が一生添い遂げる。片方が亡くなると新たな伴侶を見つけることもある。メスは2個から9個、平均で5個の卵を産み、孵化の間両親共巣を守るが、オスよりメスの方が巣で過ごす時間が長い。
巣は通常、小川、湖、池の近くの丘にあることが多く、まれにアメリカ・ビーバーの巣の上にあることもある。卵は植物のある浅いくぼみに産まれる。
メスは24日から28日間卵を抱き、その間オスは近くにいる。夏場に羽根が生え変わるが、産卵期にも生え変わる。成鳥は20日から40日かけて風切羽を落とし、雛が飛べるようになる頃に復活する。
雛は孵化するとすぐに歩き、泳ぎ、成鳥と同じような食糧を自身で探すことができる。雛は両親の後をついて行くことが多く、通常片親が前、もう片方の親が後ろにつく。両親は雛を守るため、小さなクロウタドリから人間まで近づく者にはまず鳴き声で威嚇し、それでも離れなかったり雛を捕まえようとした場合は噛みついたり翼で叩いたり攻撃的に追い払うこともある。卵を狙う種の多くは雛も狙う。両親はなじみのないガンには敵意を抱くが、少ない成鳥と多くの雛のグループを形成し、他者の子の面倒を見ることもある。
生後6週から9週で巣立ちの段階に入る。生誕地に戻り、春の渡りの後に両親のもとを離れる。

### 渡り

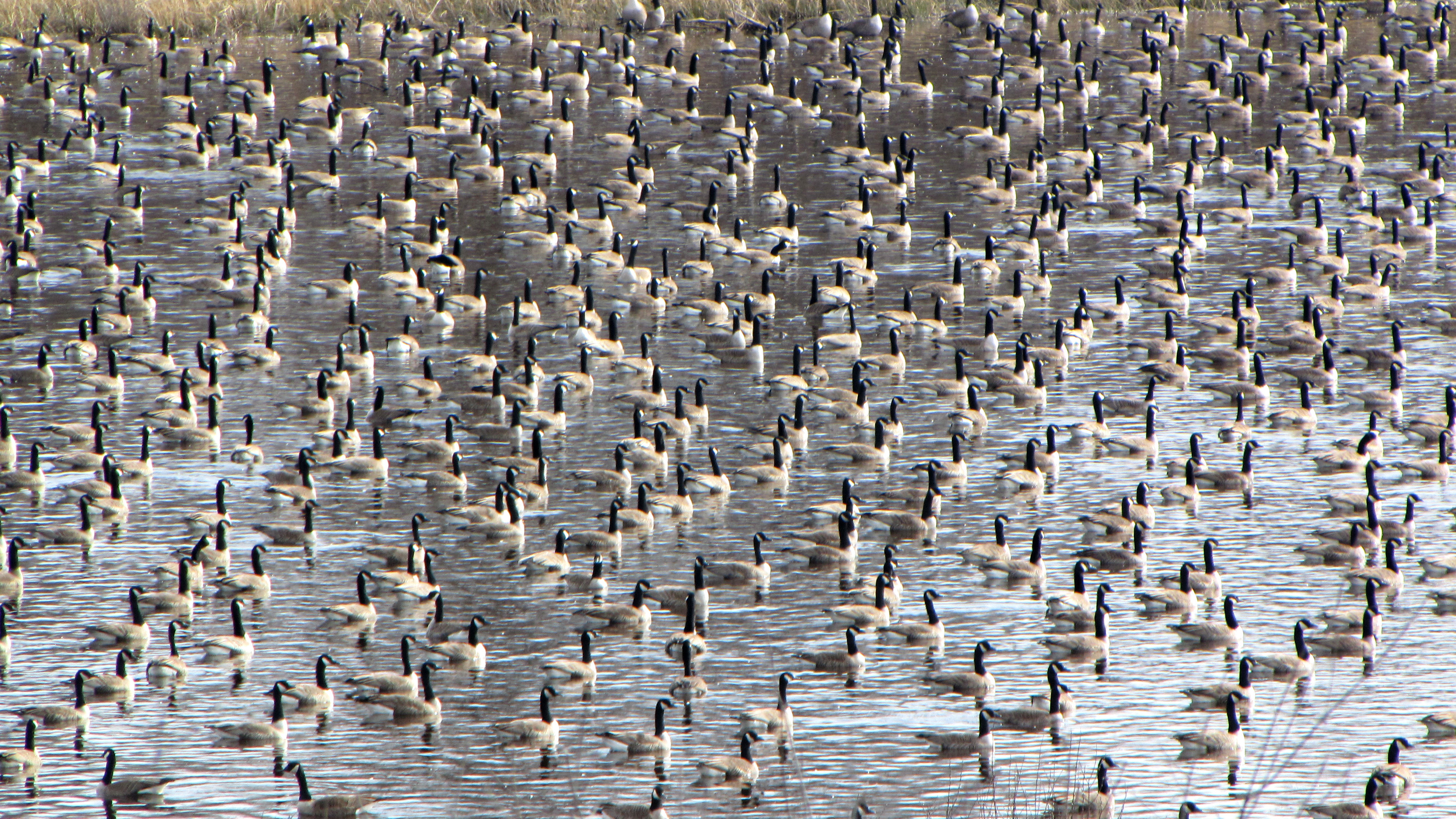
オンタリオ州オタワにて春の渡りの際池で休息をとる

カナダガンは季節によって渡ることで知られる。カナダガンの多くは立ち寄った場所、休息をとった場所で他の群れに加わる。9月から11月上旬に秋の渡りが行われる。早く渡るガンは休息地で過ごす時間が短い傾向があり速く渡る。遅く渡るガンは通常休息地で過ごす時間が長い。ガンの多くが毎年同じ巣に帰り卵を産み、毎年同様に子育てする。これらは西海岸での鳥類標識調査により記録された。
高度1km(3,000フィート)をV字型を形成して飛行する。これまで確認された最高高度は9km(29,000フィート)である。
V字型飛行は研究対象となっている。先頭はよりエネルギーを消費するため交代制となっている。温暖地よりも寒冷地の方をより早く離れる。 長い渡りの直後は甲状腺ホルモンのT3やT4が上昇する。長期間の渡りのため、体を助けるT4を甲状腺がより多く送ることに起因しているとされる。T4レベルの増加は胸筋の筋肉量の増加(肥大)と関係し、代謝促進と体温保持により長期間の渡りに耐えうると考えられている。また渡り中にコルチコステロンなどのストレス・ホルモンのレベルが急上昇するという研究結果も出ている。

## 生存
野生のガンの寿命は10年から24年である。イギリスの鳥類標識調査によると最長寿はヨーク大学に生息していた31歳であった。

### 敵

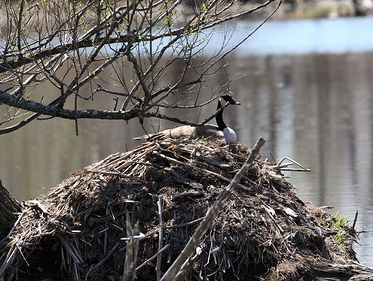
本能的に水辺の高い場所に巣を作る。写真はビーバーの巣の上にいるメス

卵や雛を狙う敵はコヨーテ、ホッキョクギツネ、アライグマ、アカギツネ、大きなカモメ、ワタリガラス、アメリカガラス、ハシボソガラス、ヒグマ、アメリカグマなどである。
成鳥になるとその体のサイズや攻撃性により獲物になることはめったにないが、怪我などで弱っている場合は餌食になる場合がある。狩猟を行なう人間以外にコヨーテやオオカミなどがカナダガンを狙う。成鳥を狙う鳥類ではシロフクロウ、イヌワシ、ハクトウワシなどが知られる。まれにアメリカワシミミズク、ハヤブサ、シロハヤブサも成鳥を狙うことがある。縄張り内のオスは強く、大きなオスには敵も諦める。オスは通常敵が近付くことに敏感で、敵が近付くと仲間のオスに知らせることもある。ハクトウワシが近くにいても無関心であることがあるが、ワシが狩りの姿勢を見せた時のみガンは集団で飛び立つ。人間に対してはハンターには警戒するが、普段は人慣れしており特に餌をくれる人間には恐れない。

### 塩分
塩分は雛の成長や発達に役に立つ。淡水がなく塩分が低いと成長や発達を妨げ死に至ることもある。生後6日頃に鼻の塩類腺が発達する前の雛はこれに敏感である。

### ウイルス
H5N1亜型などの鳥インフルエンザにかかりやすい。研究によるとウイルスの拡散を監視しやすく、感染した鳥の集団死の理由が判明しやすい。他のウイルスが発見される前にもH5N1の抗体があった可能性がある。

## 人間との関わり

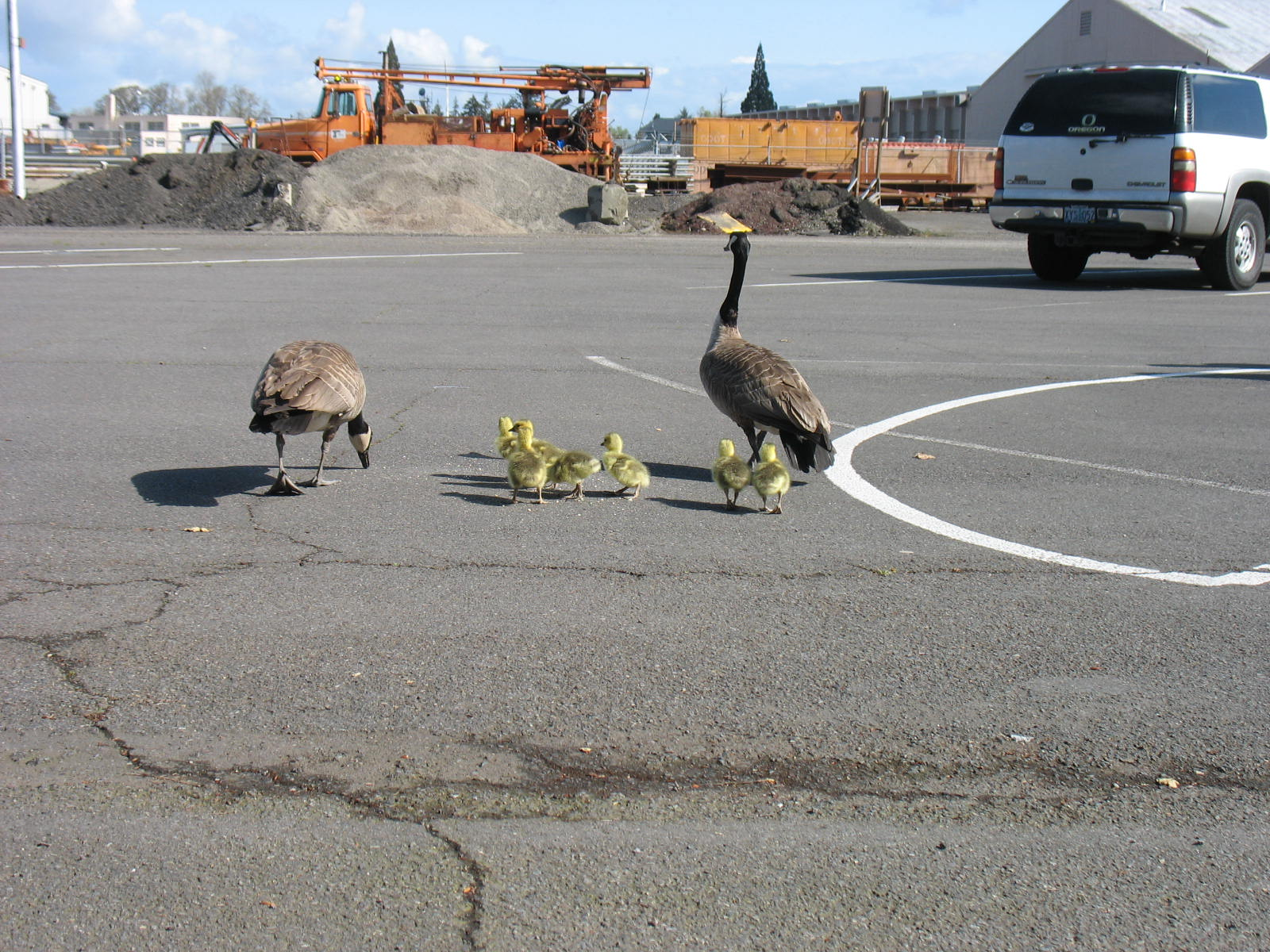
オレゴン州セイラムの建築会社の駐車場にいるカナダガンの家族。母鳥は骨材の層に巣を作った。

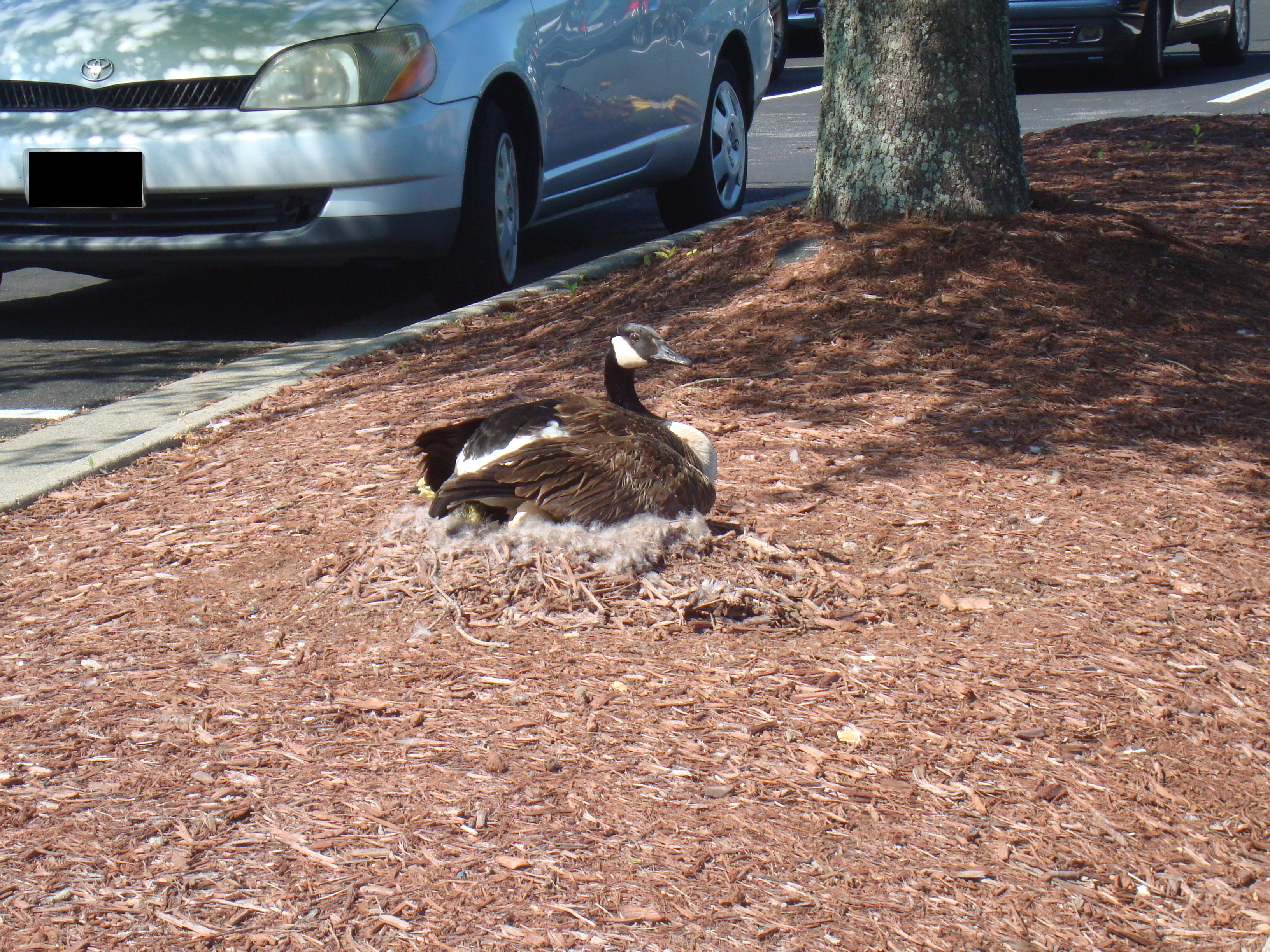
駐車場に巣を作ったカナダガン

北米では渡らないカナダガンの割合が高くなってきている。渡り鳥を見かけるのが稀であったゴルフ・コース、駐車場、都心の公園などでしばしばカナダガンを見受けられる。人工の場所への適応力があり、北米で最も一般的な水鳥となっている。多くの地域で渡らないカナダガンは人間にとって害鳥扱いされることがある。海岸では糞便大腸菌群の増加の原因を疑われている。狩猟が盛んな季節になると、鳥の群れを羽ばたかせるため犬が追うので鳴き声による騒音が高まる。自然保護活動団体は、減少してきている渡り鳥ではなく、増加してきて害鳥ともなっている渡らない鳥の狩猟を推奨している。
1999年からアメリカ合衆国農務省野生生物局は主な都心や密生地でのカナダガンの間引きを行なっている。カナダガンが増加している、または排泄物の被害を受けている地方自治体やゴルフ・コースなどの私有地所有者を対象としている。人工の個体管理として卵を一旦回収して胚発生を止めて戻したり、巣を破壊することもある。
アメリカやカナダではカナダガンは渡り鳥保護条約により狩猟あるいは狩猟期間外の捕獲から保護されている。両国ではこれらの売買などの商取引はほぼ禁止されており、所有、狩猟、生活への干渉は制限されている。イギリスでは他の自生の鳥と同様、カナダガンの巣や卵は法律で保護されており許可なく除去することはできず、狩猟は一般的に狩猟期間のみに限定されている。
カナダガンは自身または雛が危険に晒されていると感じた場合に攻撃的になる。まず直立し、羽根を広げ、シューという音を出す。次に突進し、その後噛んだり、羽根で叩いたりする。

### 航空機への衝突
カナダガンによる航空機へのバードストライクが多数存在する。体の大きさや群れでの飛行がその衝撃を悪化させる。アメリカではカナダガンはヒメコンドルに続いて2番目に航空機へのバードストライクの被害が大きい。カナダガンは航空機のエンジンにあたると致命傷となる。1995年、アラスカ州エルメンドルフ空軍基地にてアメリカ空軍E-3が離陸時カナダガンの群れに衝突し、エンジン4基のうち左翼2基のパワーを失った。滑走路から2マイルの所でこの事故が起こり、乗員24名全員が亡くなった。この事故以降、巣の移動、集約、間引きに力を入れるようになった。2009年、カナダガンの渡りの群れとの衝突によりカナダガンが機体の2基のエンジンに吸い込まれUSエアウェイズ1549便が離陸直後にパワーを完全に失うUSエアウェイズ1549便不時着水事故が発生した。機長のチェズレイ・サレンバーガーはハドソン川に緊急着水させ、全員が生還した。

### 食用
一般的な野鳥のカナダガンは特に自然地域で狩猟家の一般的なターゲットとなっている。アイオワ州立大学の農業環境研究者のドレイク・ラースンは『アトランティック』誌に「とても美味しい、脂肪分の少ない、良い肉質である。上質の牛肉に似ている」と記した。しかし英国鳥類学協会は「最も食用に適さない鳥の1つ」と記した。
カナダガンは養殖されることはほとんどなく、規制されていることと天然の鳥をさばく食肉処理場が少ないため天然のカナダガン肉を手に入れることは難しい。ニューヨークの空港近辺では間引きが行われるため、ペンシルバニア州のフードバンクに寄付される。2011年現在、カナダガン肉の販売はイギリスでは許可されておらず、土地所有者の一部は狩猟での肉の販売収入とならないためこの規則に反対している。

## 個体数
2000年、北米での個体数は400万から500万羽の間と見積もられた。1983年から2003年、カンザス州ウィチタでの20年間にわたる調査で冬季の市内の個体数は1,600羽から18,000羽に増えた。

## ギャラリー

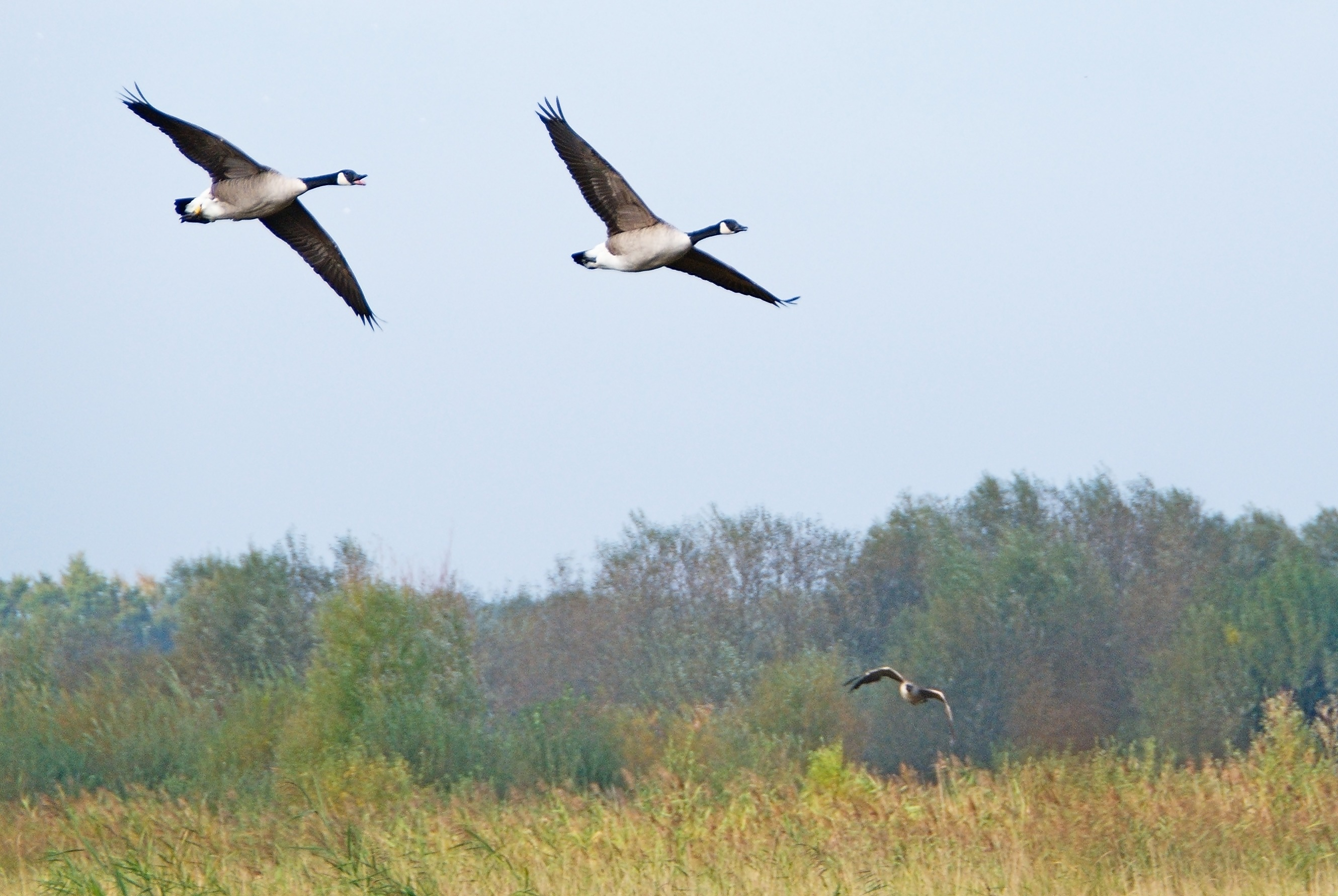
1
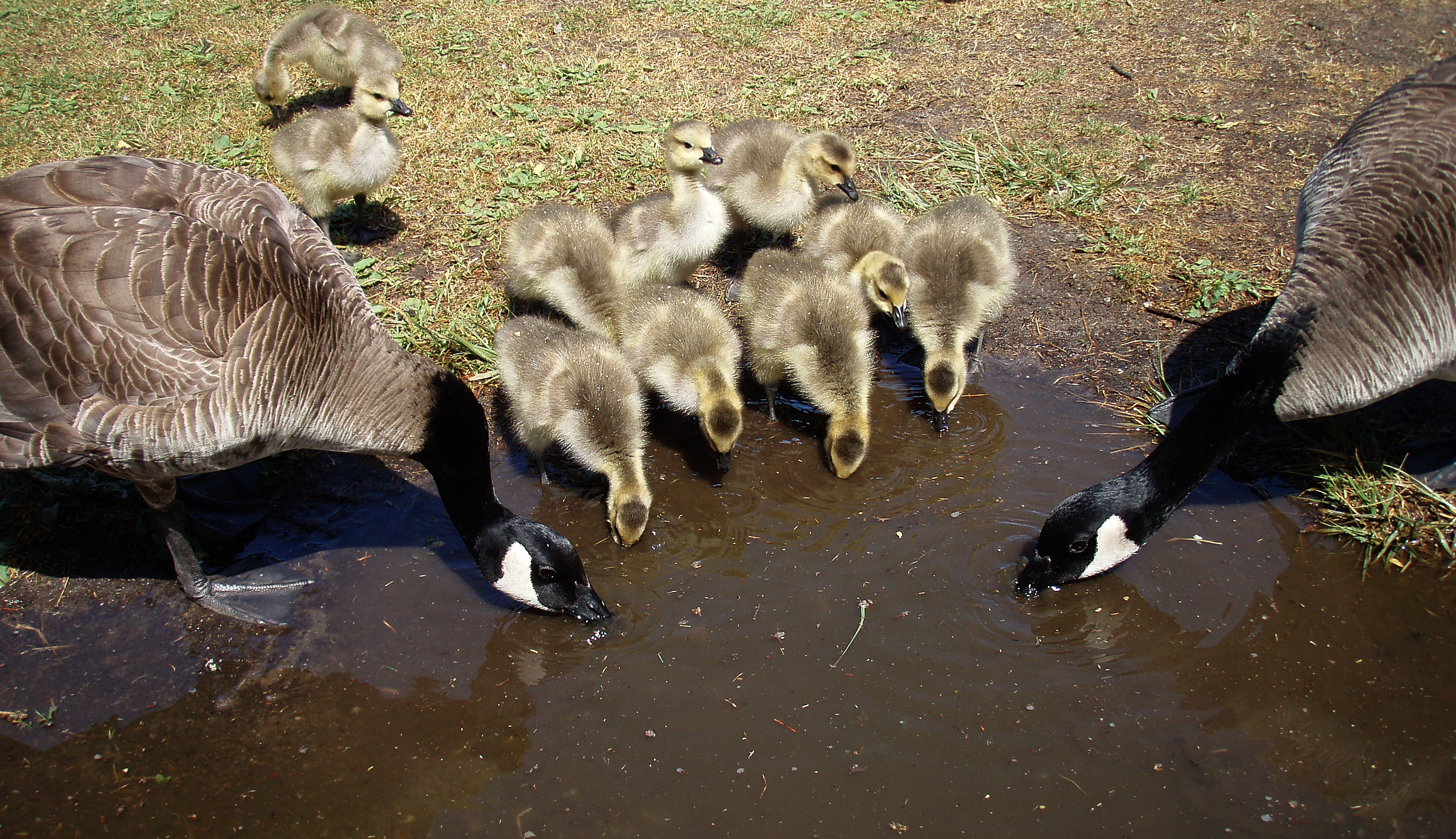
2
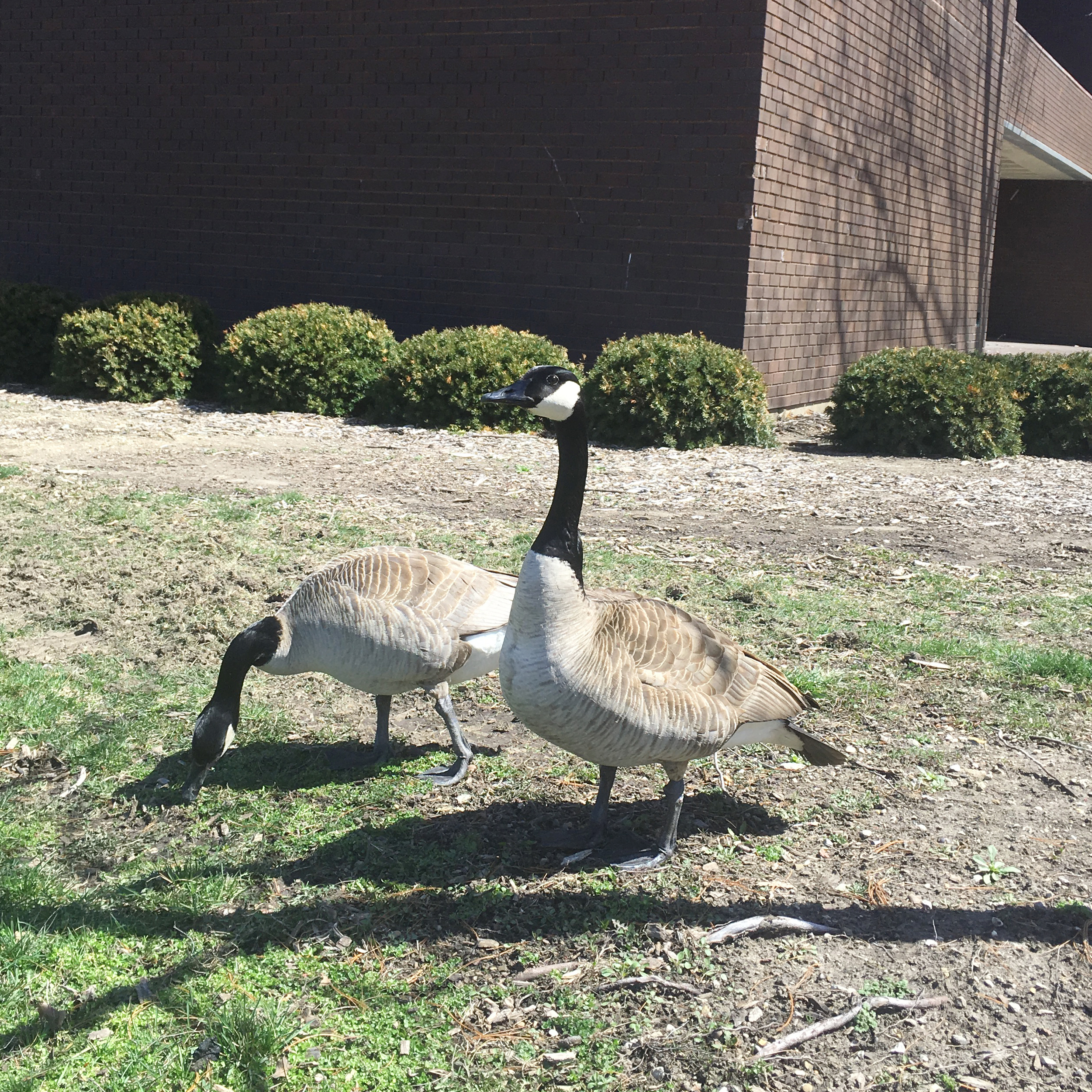
3